# Álvaro Odriozola
Álvaro Odriozola Arzallus (født 14. december 1995 i San Sebastián, Spanien) er en spansk fodboldspiller (højre back).
Odriozola spiller for La Liga-klubben Real Madrid. Han skiftede fra Real Sociedad som er hans fødeby, som han har været tilknyttet hele sin seniorkarriere samt en stor del af sine ungdomsår.
Han spiller for Fiorentina i den bedste italienske række

## Landshold
6. oktober 2017 debuterede Odriozola for Spaniens landshold i en VM-kvalifikationskamp på hjemmebane mod Albanien. Han blev året efter udtaget til sin første store slutrunde, da han var med i truppen til VM 2018 i Rusland.
Odriozola spillede i 2017 også en enkelt kamp for det spanske U/21-landshold.